# David Jensen (Schauspieler, 1952)
David Jensen (* 23. September 1952 in Pinckneyville, Illinois) ist ein US-amerikanischer Schauspieler.

## Leben
Jensen war ab den 1980er Jahren als Schauspieler tätig und arbeitete parallel bei Dreharbeiten als Elektriker und Beleuchter.
Zu Beginn seiner Karriere arbeitete er oft mit Regisseur Steven Soderbergh zusammen. In dessen Kurzfilm Winston gab er 1987 sein Schauspieldebüt. Für Soderberghs ersten großen Kinofilm Sex, Lügen und Video war Jensen 1989 als Beleuchter tätig. Später übernahm Jensen in vielen von Soderberghs Filmen wie Kafka, König der Murmelspieler, Die Kehrseite der Medaille, Schizopolis, Traffic – Macht des Kartells und Ocean’s Eleven kleinere Nebenrollen.
2008 war Jensen in David Finchers Filmdrama Der seltsame Fall des Benjamin Button als Arzt bei Benjamins Geburt zu sehen. 2016 übernahm er Rollen in zwei Filmen von Regisseur Jeff Nichols: in Midnight Special war er als Elden und in Loving als Richter Bazile zu sehen.

## Filmografie (Auswahl)
- 1987: Winston (Kurzfilm)
- 1991: Kafka
- 1993: König der Murmelspieler (King of the Hill)
- 1995: Die Kehrseite der Medaille (The Underneath)
- 1995: Codename: Silencer
- 1996: Schizopolis
- 1998: Die Newton Boys (The Newton Boys)
- 2000: Traffic – Macht des Kartells (Traffic)
- 2001: Verführe mich! (Tempted)
- 2001: Ocean’s Eleven
- 2002: Sonny
- 2003: Das Urteil – Jeder ist käuflich (Runaway Jury)
- 2004: Infidelity (Fernsehfilm)
- 2004: Lovesong für Bobby Long (A Love Song for Bobby Long)
- 2004: Frankenstein (Fernsehfilm)
- 2004: Die Suche nach Davids Herz (Searching for David's Heart, Fernsehfilm)
- 2005: Heartless (Fernsehfilm)
- 2006: In
- 2006: The Last Time
- 2006: Déjà Vu – Wettlauf gegen die Zeit (Déjà Vu)
- 2007: The Reaping – Die Boten der Apokalypse (The Reaping)
- 2007: Der Nebel (The Mist)
- 2008: Warbirds (Fernsehfilm)
- 2008: Der seltsame Fall des Benjamin Button (The Curious Case of Benjamin Button)
- 2009: I Love You Phillip Morris
- 2009: Way of War (The Way of War)
- 2009: Midnight Bayou (Fernsehfilm)
- 2009: Wonderful World
- 2009: Gegen jeden Zweifel (Beyond a Reasonable Doubt)
- 2009: Wolvesbayne (Fernsehfilm)
- 2009: Taking Chances
- 2010: Willkommen bei den Rileys (Welcome to the Rileys)
- 2010: Jonah Hex
- 2010: Tierisch Cool – Ein Hund in New York (Cool Dog)
- 2010: Leonie
- 2010: The Virginity Hit
- 2011: Ticking Clock
- 2011: Seconds Apart
- 2011: Der Sezierer – Nicht alle Toten schweigen (The Mortician)
- 2011: World Invasion: Battle Los Angeles (Battle: Los Angeles)
- 2011: Pakt der Rache (Seeking Justice)
- 2011: Escapee – Nichts kann ihn stoppen (Escapee)
- 2011: Creature
- 2011: Carjacked – Jeder hat seine Grenzen (Carjacked)
- 2012: The Courier
- 2012: Battleship
- 2012: Alien Tornado (Fernsehfilm)
- 2012: Universal Soldier: Day of Reckoning
- 2012: Looper
- 2013: King of Herrings
- 2013: Der letzte Exorzismus: The Next Chapter (The Last Exorcism Part II)
- 2013: Das ist das Ende (This Is the End)
- 2013: Bonnie & Clyde (Miniserie)
- 2014: Barfuß ins Glück (Barefoot)
- 2014: Kristy – Lauf um dein Leben (Kristy)
- 2014: Black or White
- 2014: The Best of Me – Mein Weg zu dir (The Best of Me)
- 2015: Zipper
- 2015: Focus
- 2015: Dermaphoria
- 2015: Miss Bodyguard – In High Heels auf der Flucht (Hot Pursuit)
- 2015: The Parallax Theory (Miniserie)
- 2015: The King of New Orleans
- 2016: Midnight Special
- 2016: Smothered
- 2016: Loving
- 2016: Free State of Jones
- seit 2016: Queen Sugar (Fernsehserie)
- 2017: Mudbound
- 2017: Camera Obscura
- 2017: Manhunt: Unabomber (Fernsehserie, 1 Episode)
- 2017: Geostorm
- 2017: Genauso anders wie ich (Same Kind of Different as Me)
- 2021: Bingo Hell